# جورج واشنطن رايت
جورج واشنطن رايت (بالإنجليزية: George Washington Wright)‏ هو سياسي أمريكي، ولد في 4 يونيو 1816 في الولايات المتحدة، وتوفي في 7 أبريل 1885 في نفس البلد. حزبياً، نشط في الحزب الجمهوري. وقد انتخب عضو مجلس النواب الأمريكي.